# 日本の医療
日本の一般政府歳出（%, 2019年）

OECD各国の一人あたり保健支出（青は公的、赤は私的）

日本の一人あたり医療費（千円単位）および医師受診回数。年齢別・科目別データ。グレーは後期高齢者医療制度。

日本の医療（にほんのいりょう、英語: Healthcare in Japan）は、複数提供者制の社会保険によるユニバーサルヘルスケアが実現されており、厚生労働省が所管している。2012年のGDPに占める保健支出は10.3%であった（OECD平均は9.3%）。人口高齢化、一人あたり支出の増加、医薬品・医療機器の高度化によって支出は増加する傾向にある。
医療制度は「国民皆保険制度」「フリーアクセス」「自由開業医制」「診療報酬出来高払い」に特徴づけられる。医療保険は1961年にユニバーサルヘルスケアが実現され、原則として市町村が運営する国民健康保険への強制加入となり、要件を満たす者は代わって職域保険（被用者保険や国保組合など）への加入を可能としている。医療制度の効率性については、2000年の世界保健機関調査では日本は世界10位とし、ブルームバーグでは世界3位と評価している。
医療機関は公営・民営それぞれが存在し、日本最大の病院グループは独立行政法人国立病院機構である。国民1人あたりの生涯の医療費は、男性で2,600万円、女性で2,800万円であり、その50%は70歳以上のステージで発生している（2016年推計）。
日本社会は高齢化が進んでおり、2013年の高齢化率は24.1%まで上昇し、高齢社会白書では「我が国は世界のどの国も経験したことのない高齢社会を迎えている」と述べられた。GDPにおける医療費割合の増加スピードも激しく、また同時に少子化も進行し、2030年の将来にはGDP比+3%増加すると推定され、医療財政の構造は困難に直面している。2019年度の医療費総額「国民医療費」は毎年右肩上がりであり、前年度より9946億円（2・3%増）増えた44兆3895億円となっており、年齢別では「0 - 14歳」が16万4300円、「15
- 44歳」が12万6千円、「45 - 64歳」が28万5800円、「65歳以上」が75万4200円となっている。

## 保健状態
世界的な平均余命については、WHO World health Statisticsによると、先進国の平均寿命は80歳（2011年度）、先進国の平均健康寿命は70歳（2007年度）であり、一方で日本の平均寿命は83歳（2011年度）、平均健康寿命は76歳（2007年度）であった。
日本の三大死因は、2013年人口動態調査によると悪性新生物(28.7%)、心疾患、脳血管疾患であった。肥満率は世界最小の低さである。

日本の人口ピラミッド

死亡率についても世界で低位のグループであり、WHOの2013年統計では、妊産婦死亡率・周産期死亡率・新生児死亡率・乳児死亡率・乳幼児死亡率・成人(15-60歳)死亡率らは、世界平均や先進国平均よりも著しく低いものであった。これらは1900年（明治43年）前後に統計を取り始めて以後、単年度の増減はあるが10年推移では必ず減少し、2011年度では史上最少値または史上最少値の近似値であり、妊産婦死亡率・周産期死亡率・新生児死亡率・乳児死亡率・乳幼児死亡率は生物的な限界値近くまで減少していて、2000年代以後の減少率はゼロに近くなっている。
|          | 病床数     | トータル 平均入院日数 | 急性期 平均入院日数 | 長期病床数       | 医師数     | 看護師数   | 医師の 年間診察数 | 市民のの 年間受診数 | 薬剤費 （PPP米ドル） |
| -------- | ---------- | --------------------- | ------------------- | ---------------- | ---------- | ---------- | ----------------- | ------------------- | -------------------- |
| 日本     | 13.4       | 31.2                  | 17.5                | 36.7             | 2.2        | 10.0       | 5,916             | 13.0                | 648                  |
| OECD平均 | 4.8        | 8.4                   | 7.4                 | 49.1             | 3.2        | 8.8        | 2,385             | 6.7                 | 483                  |
| 上位国   | 13.4       | 31.2                  | 17.5                | 79.5             | 6.1        | 16.6       | 6,482             | 14.3                | 985                  |
| 下位国   | 1.6        | 3.9                   | 3.9                 | 18.6             | 0.2        | 0.9        | 777               | 2.7                 | 178                  |
| 単位値   | 人口1000人 |                       |                     | 高齢者人口1000人 | 人口1000人 | 人口1000人 | 医師1人           | 人口1人             | 人口1人              |

しかし自らを健康と考える人は少なく、健康だと答える人はOECD中で最低であった。また自殺率の高さが指摘されており、OECDは「日本の精神医療制度はOECD諸国の中で、精神病床の多さと自殺率の高さなど悪い意味で突出している」と報告している。

OECD各国の平均余命
OECD各国における成人の健康自己申告。「How is your health in general?」にgoodまたはbetterと回答した割合(%)[20]。

## 医療制度

### 医療保険
| 保険者              | 加入者数(万人) |
| ------------------- | -------------- |
| 国民健康保険        | 3,831          |
| 全国健康保険協会    | 3,502          |
| 健保組合・共済など  | 3,869          |
| 後期高齢者医療制度  | 1,473          |
| (参考) 民間医療保険 | 1,586万契約    |

OECD各国の財源別保健支出。
水色は政府一般歳出、紫は社会保険、赤は自己負担、橙は民間保険、緑はその他

日本の公的医療保険は、都道府県単位の国民健康保険(国保)が運営されており、原則として強制加入となる。保険給付は現物支給（療養の給付）が原則であり、現金給付（療養費）はあくまでやむを得ない場合に限られる。
- 所定の要件を満たす事業主に雇用された場合は被用者保険に加入することなり、保険者は事業主及び被用者それぞれの要件により、全国健康保険協会・健康保険組合・船員保険・共済組合等のいずれかとなる。被用者に扶養されている者は被扶養者として、被保険者と同一の保険に加入する。
- 75歳以上となった場合は後期高齢者医療制度に移行となる。後期高齢者医療制度の保険者は、都道府県単位で設置される後期高齢者医療広域連合である。

公的医療保険者間では、現役世代が加入する各医療保険者からの後期高齢者医療制度への支援金など複雑な資金移転が行われている。現役世代が加入する医療保険者間でについては、65-74歳の加入者数によりリスク構造調整が行われている（これを行う仕組みは、前期高齢者医療制度と呼ばれている）。
また民間の医療保険市場も存在し第三分野保険と呼ばれるが、諸外国に比べて発達していない。理由について財務総合政策研究所は、日本の公的保険診療は公定価格制となっている点、および諸外国では歯科・眼科・外来処方箋が公的保険対象外となっていることが多いが日本では給付対象となっている点、混合診療が禁止となっている点を挙げている。

### 医療費負担の補助制度
医療保険による補助
- 高額療養費 - 世帯の月間自己負担が一定額(世帯収入により変化)を超える場合、その部分を保険者が負担する[25]
- 長期高額疾病(特定疾病)に指定された疾病[25]

公費による補助
- 公費負担医療 - 該当ケースにより負担額は様々[25]
- 特定疾患治療研究事業または小児慢性特定疾患治療研究事業に指定された難病[25]

税制による補助 (確定申告控除)
- 医療費控除 - 10万円を超える自己負担額(保険償還額を除く)の控除[25]
- 社会保険料控除 - 公的な医療保険・介護保険に対しての控除
- 生命保険料控除 - 私的な生命保険・医療保険・介護保険に対しての控除

医療機関による補助
- 社会福祉法に基づき無料低額診療事業を実施する医療機関もあり、自治体や医療法人によって条件は様々[注釈 2]

### 医療事故
2014年の医療法改正により、「医療事故が発生した場合には、厚生労働省令で定めるところにより、速やかにその原因を明らかにするために必要な調査を行わなければならない（第6条の11）」と規定されている。同法の対象となる事故は、医療に起因し、又は起因すると疑われる死亡又は死産で、かつ管理者が予期しなかったものである。
なお医薬品の副作用による被害については、独立行政法人医薬品医療機器総合機構(PMDA)による医薬品副作用被害救済制度が存在する。

## 医療供給体制
|                  | 病院  | 一般診療所 | 歯科診療所 | 計      |
| ---------------- | ----- | ---------- | ---------- | ------- |
| 国               | 316   | 535        | 4          | 855     |
| 公的医療機関     | 1,181 | 3,663      | 248        | 5,092   |
| 社会保険関係団体 | 46    | 405        | 4          | 455     |
| 医療法人         | 5,632 | 47,479     | 16,946     | 70,057  |
| 個人             | 99    | 38,859     | 49,135     | 88,093  |
| その他           | 801   | 14,358     | 399        | 15,558  |
| 計               | 8,075 | 105,299    | 66,736     | 180,110 |

日本は自由開業医制となっており、診療所（クリニック）は医療法その他の関連法令に基づく設置基準を満たせばどこでも自由に開業できる制度である。

OECD諸国の人口あたりベット数（機能別）

日本は人口あたりの病床数が世界一であり、OECD平均の2倍以上であった。人口あたりのCT設置台数、MRI設置台数についてもそれぞれ世界1位であった。
地域ごとの医師偏在は小さいとされ、日本を10地域ブロック別に見た場合、人口1000人あたり医師数が最少なのは東海地方で1.9人、最多なのは四国地方で2.6人であった。

### 救急医療

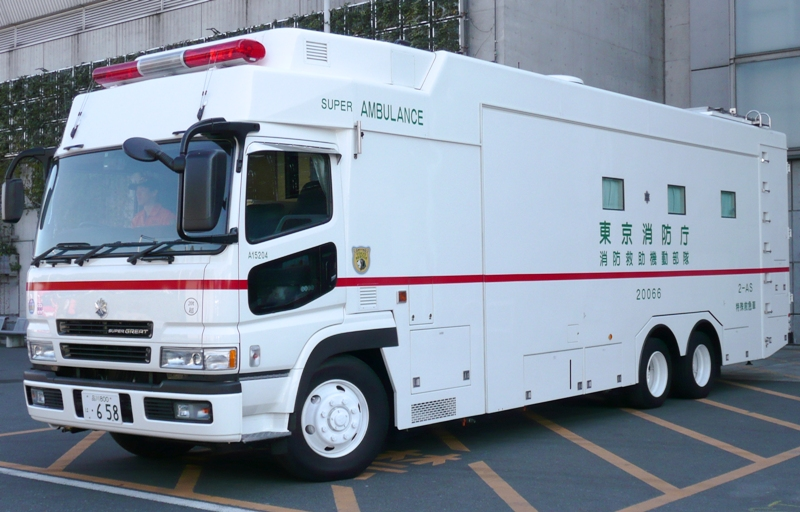
東京消防庁の高規格救急車

救急医療は、消防法および救急病院等を定める省令（昭和三十九年二月二十日厚生省令第八号）により都道府県知事に指定された救急指定病院が担う。救急の緊急通報用電話番号は119番。
1. 初期救急医療 - 入院の必要がなく外来で対処しうる帰宅可能な患者への対応
2. 二次救急医療 - 入院治療を必要とする患者に対応
3. 三次救急医療 - 二次救急医療では対応できない患者に対応

一部の自治体（東京都と大阪府と愛知県と奈良県）では救急相談センターを設けており、電話番号は#7119番である。

### 医療専門職

OECD諸国の人口あたり医師数

日本の人口1万人に対する医師数は平均21.4人であり、OECD平均を3割以上ほど下回っている。一方、人口あたり看護師はOECD平均を若干上回っており人口1万人あたり平均41.4人で、そのため医師一人あたりの看護師比率はOECD最多で第1位であった。
このような医師不足状態を受け、2008年安心と希望の医療確保ビジョン会議では医師定数の増員が提言された。2013年厚生労働白書では、医師数・歯科医師数・薬剤師数・看護師数について人口比で毎年増大していると述べている。
世界的な比較では、World Health Statistics 2013年版によると、2005-2012年度の先進国の人口1万人に対する医師数の平均値は27.1人、看護師数の平均値は72.4人、中高所得国(Upper Middle Income Countries)の医師数は平均17.8人、看護師数は平均35.4人であった。

### 医療資源の偏り

OECD諸国の人口あたり医師数(横軸)と一人あたり年間受診回数(縦軸)

日本の医療は過剰診療が指摘されており、人口一人あたりの受診回数はOECD平均の2倍(OECD各国で2位)、医師一人あたりの診療回数についてはOECD各国で2位であった。患者から寄せられる共通した苦情は「3時間待ちの3分診療」であり、長い受診予約リストは深刻な問題だとOECDは報告している。
また日本の生活保護の医療扶助額は年間約1.5兆円に上る。社会的孤立から頻回受診に陥る者の存在や医薬品の過剰処方などの問題が指摘されている。
一方でOECDによれば、26%の人は前年に健康問題を指摘されながら費用を惜しんで医療を受診しておらず、この傾向は低所得層のほうがより高くなっていた。また人口の4割をカバーする国民健康保険は、2009年には保険料未納率が12%まで達し、また国保において被用者保険対象外となるパートタイマー労働者の比率は32.4%まで上昇していた。そのためOECDはパートタイマーに対しても現在の国民健康保険ではなく被用者保険に加入させるべき、また低所得者を考慮して自己負担割合を段階的に適切に設定すべきと勧告し、2012年には被用者保険適用を拡大させる法案が成立し、2016年12月に施行されている（健康保険#短時間労働者も参照）。

## 財政
日本の保険医療は公定価格制であり、厚生労働大臣が中央社会保険医療協議会（中医協）の答申を受けて決定する（健康保険法第76-77,82条）。
| 医科診療 28兆7447億円 (71.8%) | 入院 14兆9667億円 (37.4%)   | 病院             | 14兆5523億円 (36.3%) |
| 医科診療 28兆7447億円 (71.8%) | 入院 14兆9667億円 (37.4%)   | 一般診療所       | 4144 億円 (1.0%)     |
| 医科診療 28兆7447億円 (71.8%) | 入院外 13兆7780億円 (34.4%) | 病院             | 5兆5894 億円 (14.0%) |
| 医科診療 28兆7447億円 (71.8%) | 入院外 13兆7780億円 (34.4%) | 一般診療所       | 8兆1886億円 (20.4%)  |
| 歯科診療                      | 歯科診療                    | 歯科診療         | 2兆7368億円 (6.8%)   |
| 薬局調剤                      | 薬局調剤                    | 薬局調剤         | 7兆1118 億円 (17.8%) |
| 入院時食事                    | 入院時食事                  | 入院時食事       | 8082億円 (2.9%)      |
| 訪問介護                      | 訪問介護                    | 訪問介護         | 1086億円 (0.3%)      |
| 療養費など 5509億円 (1.4%)    | 療養費など 5509億円 (1.4%)  | 補装具           | 442億円 (0.1%)       |
| 療養費など 5509億円 (1.4%)    | 療養費など 5509億円 (1.4%)  | 柔道整復         | 3893億円 (1.0%)      |
| 療養費など 5509億円 (1.4%)    | 療養費など 5509億円 (1.4%)  | あんまマッサージ | 640億円 (0.2%)       |
| 療養費など 5509億円 (1.4%)    | 療養費など 5509億円 (1.4%)  | はり・きゅう     | 367億円 (0.1%)       |
| 総額                          | 総額                        | 総額             | 40兆610億円          |

| 公費負担医療給付                      | 公費負担医療給付                  | 公費負担医療給付   | 3兆1222億円（007.3%）  |
| 後期高齢者医療給付                    | 後期高齢者医療給付                | 後期高齢者医療給付 | 15兆2868億円（035.3%） |
| 医療保険等給付 19兆3653億円 （45.1%） | 被用者保険 10兆2934億円 （24.0%） | 協会けんぽ         | 5兆7040億円（013.3%）  |
| 医療保険等給付 19兆3653億円 （45.1%） | 被用者保険 10兆2934億円 （24.0%） | 健康保険組合       | 3兆5259億円（008.2%）  |
| 医療保険等給付 19兆3653億円 （45.1%） | 被用者保険 10兆2934億円 （24.0%） | 船員保険           | 184億円（000.0%）      |
| 医療保険等給付 19兆3653億円 （45.1%） | 被用者保険 10兆2934億円 （24.0%） | 共済組合           | 1兆0450億円（002.4%）  |
| 医療保険等給付 19兆3653億円 （45.1%） | 国民健康保険                      | 国民健康保険       | 8兆7628億円（020.4%）  |
| 医療保険等給付 19兆3653億円 （45.1%） | その他労災など                    | その他労災など     | 3091億円（000.7%）     |
| 患者等負担                            | 患者等負担                        | 患者等負担         | 5兆1922億円（012.2%）  |
| 総額                                  | 総額                              | 総額               | 42兆9665億円（100.0%） |

### 公費負担率
受診者の自己負担額（一部負担金）は、未就学児及び70歳以上は2割負担（70歳以上で一定以上の所得を有する者は3割）、70歳未満は3割負担（健康保険法第74条、国民健康保険法第42条）である。公費負担医療を受ける者についてはそれぞれ所定の自己負担割合が定められている。
厚生労働白書の平成25年版によると、日本の医療費と国民所得比は毎年増大し、医療費の公費負担額と国民所得比も制度変更年を例外として毎年増大している。
|                                                | GDPに対する 医療費比率 | 医療費総額に対する 平均公費負担率 |
| ---------------------------------------------- | ---------------------- | --------------------------------- |
| 日本                                           | 9.2%                   | 80.3%                             |
| 先進国(High Income Countries)平均              | 12.4%                  | 61.8%                             |
| 中高所得国(Upper Middle Income Countries) 平均 | 6.0%                   | 55.5%                             |
| 中低所得国(Lower Middle Income Countries) 平均 | 4.3%                   | 36.1%                             |
| 低所得国(Low Income Countries)                 | 5.3%                   | 38.5%                             |

| 公費 15兆5319億円 (38.8%)   | 国庫     | 10兆3636億円 (38.8%) |
| 公費 15兆5319億円 (38.8%)   | 地方     | 5兆1683億円 (12.9%)  |
| 保険料 19兆5218億円 (48.7%) | 事業主   | 8兆1282億円 (20.3%)  |
| 保険料 19兆5218億円 (48.7%) | 被保険者 | 11兆3986億円 (28.5%) |
| 患者負担                    | 患者負担 | 4兆7076億円 (11.8%)  |
| その他                      | その他   | 2996億円 (0.7%)      |
| 総額                        | 総額     | 39兆2117億円         |

日本の公的保険は社会保険に基づいているが、保険料賦課は医療費の半分以下に抑えられており、3分の1以上は公費負担となっている。先進国の中で、公的資金（社会保険料＋税）による負担率が最も高いグループに属する（デンマーク・スウェーデン・ノルウェー・アイスランド・イギリス・ニュージーランドなどと共に80%台）（公的資金負担率が100%の国は存在せず、90%台の国も少数の例外であり、先進国で公的資金負担率が最も高いグループの国でも80%台の前半から半ばである）。

## 医療制度改革

### 背景

日本の人口統計。2009年現在（1872-2009）と将来予測（2010-）

日本の社会的支出(兆円)。緑は医療、赤は年金、紫はその他

先進国においては、医学や医療技術の向上により平均寿命が上昇し、出生率は低下し、人口に占める高齢者の割合が増大し、国民医療費は年々増加している。国民医療費の増大率は国内総生産や国民所得の増大率を上回るようになった。国家の経済や財政において、市民の生存権や医療を受ける権利を維持しながら、それに必要な費用をどのように負担していくかが重大な問題になっている。そのような問題を解決するために、医療費の伸びの抑制、医療の効率化、医療保険制度の財政的強化を含めた医療制度改革が必要と考えられているが、有効な解決策を見いだせない状況である。
| 要因別             | 要因別   | 種目別 | 種目別  |
| ------------------ | -------- | ------ | ------- |
| 高齢化の影響       | 6.2兆円  | 入院   | 3.3兆円 |
| 一人あたりコスト   | 5.4兆円  | 外来   | 1.7兆円 |
| 医療費改定         | ▲2.5兆円 | 薬剤   | 3.9兆円 |
|                    |          | 歯科   | 0.2兆円 |
| 総計 9.1兆円の増加 |          |        |         |

2009年のOECD対日審査報告では、医療制度改革に一節が割かされている。日本はGDP増加を上回るペースで医療費が増加しており、老人医療費の上昇に対して若者世代の負担を抑えながら対応することが鍵であるとしている。2012年では、医療支出34.6兆円(GDP比7.3%)、介護支出8.4兆円（1.8%）であるが、2025年には、医療支出54兆円（8.9%）、介護支出19兆円（3.2%）となると推定されている。

G20各国のGDPに占める保健支出割合の推移

### 医療財政の建て直しの手段

#### 患者自己負担額の増加
患者の自己負担分が増加した分、公的医療保険制度からの支出が減らせる。また自己負担分が大きければ、受診抑制による医療費の減少、自己の治療に関心を更に持つことができ、故意による濃厚診療などのモラルハザードを防止することができる。さらに、受益者負担という視点からはより公平になるといえる。また、国民の健康維持と疾病予防への関心が高まることが期待できる。
1969年に秋田県と東京都が高齢者医療費を無料化すると、各地の地方自治体も真似し、1972年時点で2県以外の全国で行われた。東京都の美濃部都政など革新自治体が急増し、これら高齢者医療費無料化を推進した。革新自治体の急増に対する自民党の危機感は強く、1971年時点の「老人の生活と健康を守るために国の施策として一番力をいれてもらいたい」ことを問うた世論調査でも、高齢者医療費無料化（44％）が1位であった。これらを受けて、日本政府は国の施策として、1973年に施行させた。高齢者医療費の無料化で医療費は爆増し、70歳以上の受療率も、1970 年-1975年の5年間で1.8倍となった。これらは高齢者の多い国民健康保険の財政を窮迫した。以後は財政救済のために、何度も自己負担額を増やす制度改正が行われている。受益者負担の問題点としては自己負担分が大きすぎると、医療を必要とする患者が十分な医療を受けられない可能性がある。特に、低所得者への影響がより大きくその対策が必要であるが、ただし日本には#医療費負担の補助制度があり必要な医療は受けられる。

年齢別の年間医療費、および患者自己負担率（2020年）

2003年4月には小泉内閣医療改革において現役世代（69歳以下）の自己負担率が21年ぶりに引き上げられ、2割から3割へ引上げられている。70歳以上の高所得者(夫婦世帯で年収約621万円以上)についても2割から現役世代と同じ3割へ上げられた。OECDは負担割合が既に3割に達しているため、3割以上の増額は低所得者への影響が大きいと勧告している。
また70-74歳の自己負担率を1割としている特例措置について、2013年の社会保障国民会議では、世代間の公平を図るために廃止すべきと勧告している。後期高齢者医療制度（75歳-）では一定以上所得のある高齢者は軽減がなされず、自己負担は3割となる。2015年のOECD勧告においても、75歳以上人口の半数には負担能力があり、かつ日本の自己負担割合はOECD平均以下であるため、70-74歳の負担割合を2割とするよう勧告し、政府の方針を支持している。
2022年10月から75歳以上も年収200万円以上は2割に上がった。

#### 保険料や税の増額

OECD各国税収のタイプ別GDP比(%)。
水色は国家間、青は連邦・中央政府、紫は州、橙は地方、緑は社会保障基金。

日本の社会保障拠出負担の推移。
青はGDPに占める比率(%)、橙は総税収に占める比率(%)。

社会保険料を値上げすると、公的健保の収入が増える。しかも医療技術の発達などによる医療費の増大にも対応できるため、医療の質を保つという点では大変好ましい。間接的に医療収入が増えて医療機関が潤い、雇用促進につながる。しかし、経済全体が冷え込んでいる不況時に保険料を上げれば他の消費がますます冷え込む可能性がある。現在日本は、先進国の中で対GDP比で医療費は少ない方であるが、国民の間接負担を増やすのは、国民の理解が得がたく政治的に困難である。
また保険料納付率が低下しており、増額したとしても滞納額が増えるだけに終わる可能性もある（2009年の国保未納率は約12%まで上昇）。診療ごとに支払う自己負担額に対して年間保険料負担が大きいと、保険料を未納のまま放置して症状が出るたびに自由診療を受けた方が結果的に安く付くケースも存在し、そのため自営業者などの多い国保で保険料納付率が著しく下がっている。またサラリーマン層や低所得層を中心に、救命不可能な状態に病状が悪化するまで診察を受けないケースも散見されるようになった。OECDは医療費財政を社会保険に頼ることは、労働コストを上昇させ労働市場に悪影響を及ぼすとしている（現在は賃金の8%が保険料であるが、増税なき場合には2035年度の保険料は24%まで上昇するとの試算）。
そのため増税によって原資確保し、政府一般会計から公的社会保険に国庫負担金を繰り入れることも考えられている。OECDは2009年に、高齢化を見据えた財源確保および労働コスト上昇回避のため、医療費財源を一般会計へ移行し、その増税は消費税などの間接税がベストな選択だと勧告している。2013年の社会保障国民会議においては、医療・介護の充実のために2015年度には消費税率換算で+1%強、2025年度には+3%弱ほどの財源が必要との最終報告がなされた（社会保障と税の一体改革）。2014年4月には消費税が8%に、2019年10月には10%に引上げられている。

#### 診療報酬点数の減額
診療報酬は中央社会保険医療協議会の答申により決定されている。減額は受診時の自己負担が減るため医療従事者以外の国民理解を得やすい。医療機関の経営効率化に対する意欲を刺激できる。
しかしOECDは診療報酬公示価格制によって医療費総額を管理することに否定的見解を示しており、医療機関が経営困難となり、医療の質が犠牲になる可能性がある。総合病院における不採算専門科の閉鎖や、病院、診療所の赤字の拡大、病院勤務の待遇悪化による勤務医から開業医への人材流出、製薬業など医療関連産業が衰退する可能性がある。

#### 混合診療を認める
自由診療において、患者の経済力に応じた選択権が与えられる。診療報酬点数を大きく減額しなくてもよく、保険料自体も大きく増税しなくてもよい。また利用者負担が大きくなり高度な医療を適正価格で受けるため公平さも増す。医療機関は自由診療部分で最新医療を提供しようとし競争が活性化する。しかし、医療保険制度の基本である「平等の理念」に抵触する恐れがある。保険対象外となる治療において、患者の経済力の格差が受けられる医療の質に影響する。
2004年の規制改革・民間開放推進会議でも混合診療の解禁が議題となったが、この改革案には厚生労働省と日本医師会が主に平等位の面から強く反発し、最終的に混合診療は全面解禁せず、代わりに特定療養費（現在の保険外併用療養費）の範囲を拡大することで政治上の合意がなされた。
2009年のOECD勧告では、この規制は日本独自のもので英国での同様規制は撤廃されたことを挙げ、混合診療を認める範囲を拡大すべきと勧告している。また、医療製品の認可ラグ（ドラッグ・ラグ）の長さについては、かつて平均して1,417日間（2004年）である状況を他国並みに改善すべきと勧告されていたが、2015年の報告ではスピードアップが図られたとされている。

#### ジェネリック医薬品の推進
| 左：OECD各国の人口あたり医薬品消費額右：OECD諸国の医薬品市場における後発医薬品シェア。青は金額比、赤は数量比  |  | 左：OECD各国の人口あたり医薬品消費額右：OECD諸国の医薬品市場における後発医薬品シェア。青は金額比、赤は数量比 |
| 左：OECD各国の人口あたり医薬品消費額 右：OECD諸国の医薬品市場における後発医薬品シェア。青は金額比、赤は数量比 |  | |

人口一人あたりの医薬品購買額について、日本は世界3位であり、OECD平均よりも56%も多い（2012年）。一方でジェネリック医薬品のシェアは28%に過ぎず、OECD平均の44%よりも低い（2013年、量的ベース）。また大多数の患者はジェネリック処方を希望するが、医師の9%しか同意せず、それは医師収入への影響と薬剤品質への懸念が理由であるとOECDは報告している。
2009年にOECDは、米国並みにジェネリック医薬品を普及させることで総医療費を7%（GDPで0.5%相当）削減できるとし、2012年までにシェアを最低でも30%とするよう勧告した。厚労省と保険者はジェネリック推進の取り組みを開始しており、2011年には数量比で23%までに普及させた。厚労省の2013年目標では2018年までに普及率60%を目指すとしている。また生活保護における医療扶助について、ジェネリック処方を基本とするよう検討を行っている。
2015年にもOECDは、米国並みにシェア84%、かつ価格10%ダウンを達成することができれば、日本は医薬品費用を半減させることができると試算している。政府は2017年までにシェア34%を目指すことで医療費を0.4兆円削減できるとしている。

#### 診療報酬に包括払い制度の導入
診療報酬を包括払いにすれば、医療機関が医療を経済的に効率よく行い、公的医療保険からの無駄な支出が減らせる。しかし過診過療を削減した方が収益上有利であるために、十分な医療を行わない可能性もある。OECDは出来高払い制度を廃止することで、一人あたりの医師受診回数がOECD平均の2倍となっている状況を削減できると勧告している。民主党マニュフェストでは包括払いの制定が公約されたが、実現には至らなかった。
2003年より特定機能病院における急性期入院医療を対象としてDPC制度が導入されており、平成24年時点では全一般病床の約53.1%を占めている。しかしこれは、DPC払いと出来高払いを組み合わせた一般的でない制度だとOECDは指摘し、また医療機関は「計画的な患者再入院」「アップコーディング不正請求」「入院前の外来検査」などの手法でDPC制度を弄んでいるとOECDは指摘している。OECDはDPC制度が適切に運用されるよう、DPC適用の再入院は減額算定すべき、また外来検査をDPC算定に含めるよう勧告している。

#### 国民医療費の総額管理制度の導入
台湾の医療などで導入されている。医療費の年間支出総額を制限することによって、公的医療保険制度からの支出を直接管理でき、財政建て直し効果が大きい。国民所得に連動させれば、所得に応じた医療費を設定することができる。問題点は経済的な要因が優先され、国民の医療需要の変化に十分応じられない可能性がある。また国民所得に連動させると経済が縮小に転じた場合、十分な医療を提供できない可能性がある。

#### 健康づくり
2008年より公的保険にて特定健診・特定保健指導が導入され、生活習慣病の予防が進められている。しかし市町村国保において検診受診率は2008年度で28.3%と低く、さらなる改善が求められている。
またOECDはたばこの重税化と低喫煙率には関係性があり、たばこ税増税により禁煙を推進すべきと勧告している。また健康増進法では受動喫煙防止措置を求めている（第25条）。

### 医療供給側の課題
医療供給体制（医療計画）にも問題があり、この問題は医療財政の問題と深く関わっている。

#### 総合診療医の整備
患者は診療所よりも大病院を好み、また診療所の医師を信用していないため、大病院の専門医を頻繁に受診する傾向があり、「患者は単なる風邪で長時間待ってでも大学病院を受診することがある」と報告されている。OECD国の多くでは、患者が専門医を受診するには先ずプライマリケアを担当する総合診療医(GP)から紹介を受けなければならないが、日本にはこのような直接受診を防ぐゲートキーパー制度がなく、そのため患者は総合医・専門医を問わず、医学的に必要があろうとなかろうと、どの医療機関にも自由に全額保険適用で受診できる現状にある（フリーアクセス）。応召義務もあって医師の負荷は高く「3時間待ちの3分診療」を引き起こしている。
また病院と診療所の機能分化が不十分である。例えば、病院の外来治療費が診療所より安い事、診療所に専門検査機器が無いため病院に検査紹介され患者としては二度手間になる事などにより病院へ外来患者が集中し易くなっている。元来の医療計画において、病院は急性期医療と高度医療を受け持っているのだが、経過観察が必要な慢性期医療の患者も多く受診し、病状による区別が不明確になっている。不必要な専門医受診を防ぐゲートキーパー制度を導入し、また総合診療医の数を増やし、かつ専門医の役割を明確にするようOECDは勧告している。
2013年には社会保障国民会議が、紹介状なしの大病院受診に対して初診料自己負担を課すことで機能分化を誘導するよう勧告し、保険外併用療養費制度が設定された。これは保険より給付されない自己負担である。2014年の診療報酬改定では主治医機能に対しての算定が新設され（地域包括診療）、さらに医療法改定にて「国民は、良質かつ適切な医療の効率的な提供に資するよう、医療提供施設相互間の機能の分担及び業務の連携の重要性についての理解を深め、医療提供施設の機能に応じ、医療に関する選択を適切に行い、医療を適切に受けるよう努めなければならない（第6条の2）」と定められた。2021年医療法改正では、紹介患者の受診を基本とする「紹介受診重点医療機関」制度が定められた。骨太の方針2022では、かかりつけ医機能が発揮される制度整備を行うことが明記された。

#### 病床への長期入院を減らす

OECD各国の急性期病棟の平均入院日数

日本の医療は平均入院日数の長さが指摘され、急性病棟ではOECD平均の2倍(OECD中で1位)、トータルではOECD平均の4倍で、共にOECD中で最長であった。医療上の必要がなく入院し、病院を事実上の介護施設とすることは「社会的入院」と呼ばれている。OECDは「患者を入院させたままにすることは病院収入を増やす簡単な方法である」と指摘し、患者の入院区分を正確に分類し、かつ料金スケジュールを見直すことで、病床への長期入院を減らすよう勧告している。2013年の社会保障国民会議の最終報告では、急性病床への平均入院日数を12-16日にまで短縮し、代わりに介護における居住系サービスの充実化(約3割増加)および在宅系サービスの充実化を提案している
また小規模病院は空床の活用に苦労しているが患者は大規模病院を好む傾向にあるため、OECDは小規模病院に介護療養に参加するインセンティブを与えるべきだと勧告している。厚労省は医療費適正化計画を策定し、療養病床について老人保健施設や居住系サービス施設への転換を推進している。
2015年にも再びOECDより、最も優先度が高い課題は、先進国平均の4倍も長い長期入院の削減であると勧告されている。2014年医療法改正では病床機能報告制度が設けられ、病棟について高度急性期、急性期、回復期、慢性期のうち、どの医療機能を担うかを毎年都道府県知事に報告する義務が定められた。

#### 医療機関の統合集約化
日本の医療機関はOECD各国と比較して「人口あたりの病床数は最多、病床あたりの医師数は最小」に特徴づけられ、病棟従事者を疲弊させている。このような医療機関の散在は、医療財政と医療の質の面でマイナスであるとOECDは報告している。たとえば自治体病院の75%では2007年は赤字決算であり、自治体財政に重い負担をかけている。2013年の社会保障国民会議の最終報告では、急性期病床を4割〜8減削減し、代わりに急性期の医療従事者数を58〜116%増員させる提案がなされている。
またOECD調査によれば、大病院のほうが医師・病院ともによいパフォーマンスを上げているが、民間病院は小規模で質が低いとしている。民間病院・診療所の株式による資金調達を解禁し、M&Aにより医療機関の大規模化を進めるようOECDは勧告している。また医療機関は医師により経営されなければならないとする規制を緩和することで、より高度なマネジメントがなされ経営が改善されるとOECDは勧告している。

#### 医療マネジメントの未熟さ
医療機関のマネジメント手法が未熟である。従来医療機関の収入は公的医療保険制度で十分に確保されてきたが、医療費抑制政策や医薬分業政策などで経営が厳しくなっている。最近では患者による選択が拡大しているが(インフォームド・コンセント)、そのための情報開示、治療の標準化(EBM)、IT化(電子カルテ、オーダリングシステム、PACS、グループウェアなどがよく検討されている。)が不十分である。風聞だけでなく、臨床指数(年間手術件数、治療成績など)、医療スタッフの専門性や技術力に関する情報、医療機関の経営状態などを検証するための医療情報システムの構築が必要である。ランセット誌には、日本は都道府県知事の医療計画に対する権限を強化すべきであるとした論文が掲載された。民主党マニュフェストではクリニカルパスの制定が公約されたが、実現には至らなかった。

### 保険者側の課題
いくつかの国では公的保険の保険者を自由に選択することができ、保険者間の管理競争が行われている（オランダの医療、ドイツの医療など）。

#### 保険者の統合集約化
被用者保険は、小規模な健康保険組合が多数存在する状況で財政が悪化しており、さらに前期高齢者医療制度と後期高齢者医療制度拠出金が負担を重くしている。OECDは保険者の効率性を高めるため、保険者を統合し総数を減らすよう勧告している。2006年の健康保険法改正では都道府県単位となる地域型健保組合制度が創設され、保険者の統合集約化を図っている。
国民健康保険も同様で、加入者における無職者・低所得者・高齢者の比率が高まっており、2009年には国保の約半数が赤字となっている。OECDは国保制度を市町村別から都道府県別に移行し、規模の拡大を図るよう勧告している。2013年の社会保障国民会議においても同様に勧告された。これらの流れを受け、2018年4月より国民健康保険は都道府県と市町村が共同で保険者となる仕組み（都道府県が財政運営・調整を担い、市町村が実際の保険給付・保険料の徴収を担う）に改められた。

#### 請求審査機能の強化
保険者による医療報酬請求の審査機能を強化することで、過剰診療および不正請求を削減し医療費の増大を防ぐことができる。こういった請求審査の効率化には事務電子化が欠かせず、OECDは事務コスト削減および医療の質(EBM)向上のため、保険事務の電子化を推進するよう勧告している。だが完全義務化について、日本医師会、日本歯科医師会、日本薬剤師会は反対声明を出し、2009年には反対する医師グループにより集団訴訟が行われた。民主党政策集(INDEX2009)では完全義務化から原則化に改めると公約され、政権交代によって全施設への導入は撤回されたため、訴訟は取り下げられたという経緯がある。しかし2013年には、レセプト電子化率は社会保険診療報酬支払基金によれば医科で96%、歯科で60%、調剤で99%まで浸透した。
また被用者保険の支払審査を行う社会保険診療報酬支払基金について、複数による競争原理を導入すべきとOECDは勧告している。協会けんぽでは2009年より保険料を全国一律から都道府県別に移行し、競争力を高めようとしている。

#### 療養費の受領委任払いの廃止
会計検査院の調査によれば、接骨院・整骨院によるレセプト請求の過半数において、接骨院・整骨院では保険適用できない慢性的な肩こり・腰痛・関節痛・リウマチ等に対してマッサージ等の施術を行い、傷病名を急性の「捻挫」「打撲」と偽り保険療養費請求する行為が行われており、平成21年に会計検査院から厚労省に対し改善要求が出されている。健保連大阪連合会は厚生労働省近畿厚生局に対して、療養費支給適正化の観点から「不正・不当請求が後を絶たない」として「受領委任払いの廃止」「領収書発行の義務付け」「療養費支給申請書の記載厳格化」を政府に要請している。